# Ca l'A
Ca l'A és una casa eclèctica de Cervera (Segarra) inclosa a l'Inventari del Patrimoni Arquitectònic de Catalunya.

## Descripció
La façana d'aquest edifici té forma corba, de manera que s'adequa a la girada del carrer. Està formada per tres cossos separats per columnes adossades. El cos central, el més avançat, té a la planta baixa la porta principal quadrangular. La planta noble presenta una finestra semicircular situada a sobre però tocant la porta principal, cosa que fa pensar que anteriorment hagués estat la part superior de la porta. A la segona planta hi ha una porta balconera amb barana de ferro forjat i un frontó al damunt.
Els cossos laterals es caracteritzen per tenir a la planta baixa una porta quadrangular. A la noble una obertura d'arc escarser i a la segona dues finestres quadrangulars amb frontó. Pel damunt de la construcció hi ha una golfa que sobresurt.